# Przejście (geomorfologia)

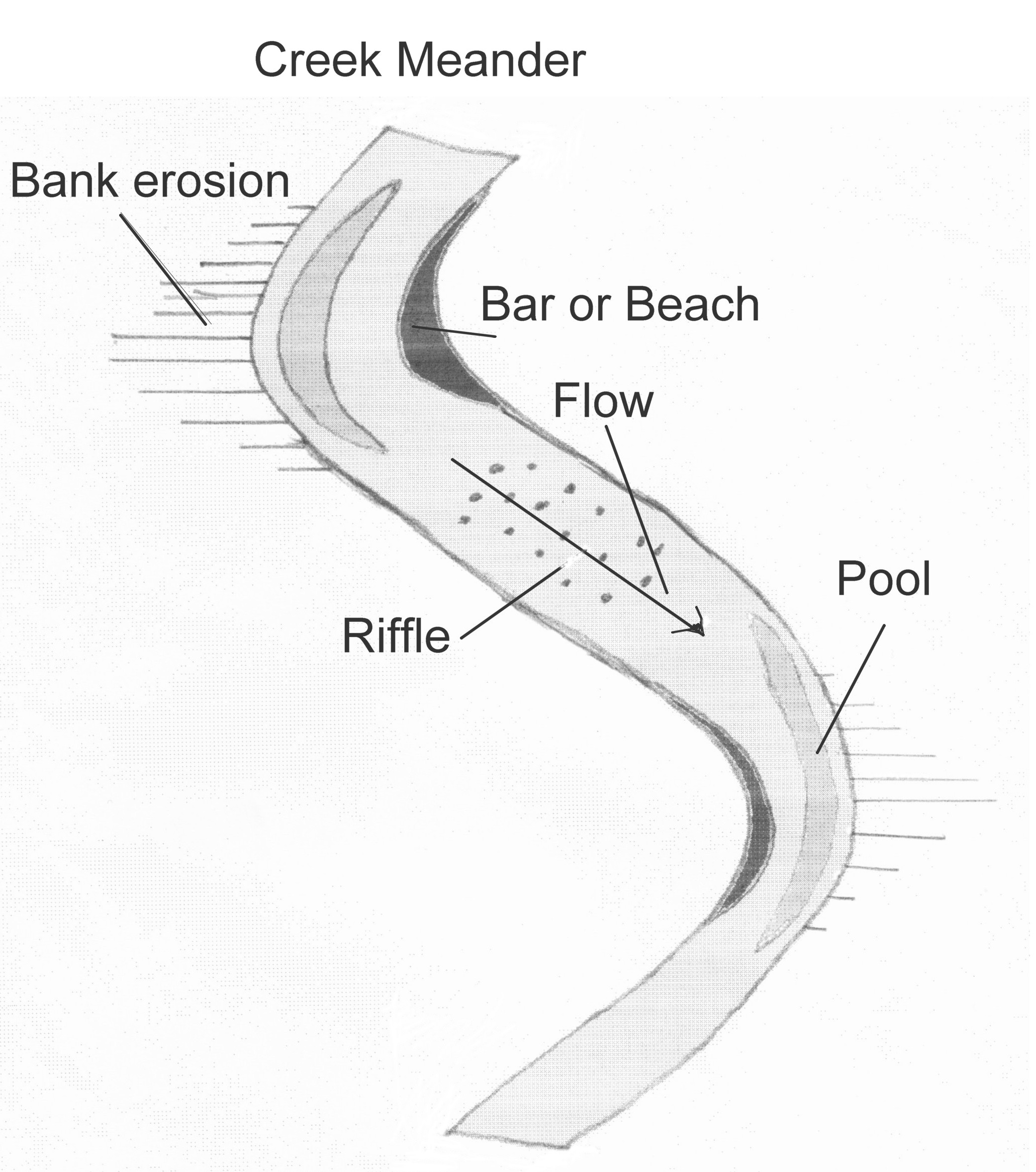
Przejście oznaczono w środku rysunku

Przejście - odcinek rzeki pomiędzy sąsiadującymi ze sobą zakolami.
Na odcinku tym nurt rzeki przechodzi spod jednego brzegu wklęsłego pod drugi brzeg wklęsły. Koryto rzeki jest w tym fragmencie najczęściej proste. Na przejściach z reguły znajdują się przemiały. Z punktu widzenia nawigacji przejścia charakteryzują się brakiem nagłych zmian kierunku nurtu i względnie zadowalającą głębokością (z wyjątkiem przemiału). Dobre przejście to takie, gdy głębiny przy brzegach wklęsłych prawie zachodzą na siebie, a przemiał jest minimalny. Złe przejście to takie, gdy nurt gwałtownie się przemieszcza między brzegami, przyjmując kierunek prawie prostopadły do koryta rzecznego. 